# Campeonato Mineiro de Voleibol Feminino de 2018
O Campeonato Mineiro de Voleibol Feminino de 2018 foi a edição desta competição organizada pela Federação Mineira de Vôlei. Participarão do torneio quatro equipes provenientes de tres municípios mineiros Belo Horizonte, Uberlândia e Lavras, além de uma equipe convidada de Taguatinga.
O Minas Tênis Clube conquistou o bicampeonato consecutivo, no total de seis títulos na história da competição, e a oposto Bruna Honório foi escolhida como a melhor jogadora da competição.

## Sistema de Disputa
O torneio será disputado em turno único, no qual todas as equipes jogam entre si, a definição do pódio será definida por meio do sistema de pontos corridos (circuito).

## Equipes Participantes
Equipes que disputam a Campeonato Mineiro de Voleibol Feminino de 2018:
| Equipe            | Cidade         | Última participação | Mineiro 2017 |
| ----------------- | -------------- | ------------------- | ------------ |
| Brasília Vôlei    | Taguatinga     | Estreante           | —            |
| Minas Tênis Clube | Belo Horizonte | Mineiro 2017        | 1º           |
| Praia Clube       | Uberlândia     | Mineiro 2017        | 2º           |
| Lavras Vôlei      | Lavras         | Mineiro 2017        | —            |

### Classificação
- Vitória por 3 sets a 0 ou 3 a 1: 3 pontos para o vencedor;
- Vitória por 3 sets a 2: 2 pontos para o vencedor e 1 ponto para o perdedor.
- Não comparecimento, a equipe perde 2 pontos.
- Em caso de igualdade por pontos, os seguintes critérios servem como desempate: número de vitórias, média de sets e média de pontos.

|  |         |
|  | Campeão |

|     |                   |     | Jogos | Jogos | Jogos | Resultados | Resultados | Resultados | Resultados | Resultados | Resultados | Sets | Sets | Sets  | Pontos | Pontos | Pontos |
| Pos | Equipe            | Pts | T     | V     | D     | 3–0        | 3–1        | 3–2        | 2–3        | 1–3        | 0–3        | V    | P    | R     | V      | P      | R      |
| --- | ----------------- | --- | ----- | ----- | ----- | ---------- | ---------- | ---------- | ---------- | ---------- | ---------- | ---- | ---- | ----- | ------ | ------ | ------ |
| 1   | Minas Tênis Clube | 9   | 3     | 3     | 0     | 3          | 0          | 0          | 0          | 0          | 0          | 9    | 0    | MAX   | 227    | 158    | 1.437  |
| 2   | Praia Clube       | 6   | 3     | 2     | 1     | 2          | 0          | 0          | 0          | 0          | 1          | 6    | 3    | 2,000 | 214    | 157    | 1.363  |
| 3   | Brasília Vôlei    | 3   | 3     | 1     | 2     | 1          | 0          | 0          | 0          | 0          | 2          | 3    | 6    | 0.500 | 176    | 207    | 0.850  |
| 4   | Lavras Vôlei      | 0   | 3     | 0     | 3     | 0          | 0          | 0          | 0          | 0          | 3          | 0    | 9    | 0,000 | 129    | 225    | 0.573  |

Resultados
| 5 de novembro de 2018 18:00 Relatório | Minas Tênis Clube | 3 — 0             | Lavras Vôlei | Ginásio do Mackenzie, Belo Horizonte |
| 5 de novembro de 2018 18:00 Relatório | 25                | Set 1 Set 2 Set 3 | 12 11        | Ginásio do Mackenzie, Belo Horizonte |

| 5 de novembro de 2018 20:00 Relatório | Praia Clube | 3 — 0             | Brasília Vôlei | Ginásio do Mackenzie, Belo Horizonte |
| 5 de novembro de 2018 20:00 Relatório | 25          | Set 1 Set 2 Set 3 | 14 15 12       | Ginásio do Mackenzie, Belo Horizonte |

| 6 de novembro de 2018 18:00 Relatório | Praia Clube | 3 — 0             | Lavras Vôlei | Arena Minas, Belo Horizonte |
| 6 de novembro de 2018 18:00 Relatório | 25          | Set 1 Set 2 Set 3 | 14 10 17     | Arena Minas, Belo Horizonte |

| 6 de novembro de 2018 20:00 Relatório | Brasília Vôlei | 0 — 3             | Minas Tênis Clube | Arena Minas, Belo Horizonte |
| 6 de novembro de 2018 20:00 Relatório | 12 24          | Set 1 Set 2 Set 3 | 25 26             | Arena Minas, Belo Horizonte |

| 7 de novembro de 2018 18:00 Relatório | Lavras Vôlei | 0 — 3             | Brasília Vôlei | Arena Minas, Belo Horizonte |
| 7 de novembro de 2018 18:00 Relatório | 16 17 21     | Set 1 Set 2 Set 3 | 25             | Arena Minas, Belo Horizonte |

| 7 de novembro de 2018 20:00 Relatório | Praia Clube | 0 — 3             | Minas Tênis Clube | Arena Minas, Belo Horizonte |
| 7 de novembro de 2018 20:00 Relatório | 20 23 21    | Set 1 Set 2 Set 3 | 25                | Arena Minas, Belo Horizonte |

## Classificação final
| Classficação | Equipe            |
| ------------ | ----------------- |
| 1            | Minas Tênis Clube |
| 2            | Praia Clube       |
| 3            | Brasília Vôlei    |
| 4            | Lavras Vôlei      |

## Premiações
| Campeonato Mineiro de 2018            |
| ------------------------------------- |
| Minas Tênis Clube Campeão (6º título) |